# Корёга
Корёга — река в России, протекает по Буйскому району Костромской области и частично по Грязовецкому району Вологодской области. Устье реки находится в 111 км от устья Костромы по правому берегу. Длина реки составляет 62 км, площадь водосборного бассейна — 409 км².
Река берёт исток в лесном массиве близ границы двух областей, в верхнем течении некоторое время образует границу. Генеральное направление течения — юг, Корёга собирает воду многочисленных правых притоков, текущих из лесного массива к западу от реки. На реке стоит большое число сёл и деревень Буйского района. Впадает в Кострому у села Контеево.

## Данные водного реестра
По данным государственного водного реестра России относится к Верхневолжскому бассейновому округу, водохозяйственный участок реки — Кострома от истока до водомерного поста у деревни Исады, речной подбассейн реки — Волга ниже Рыбинского водохранилища до впадения Оки. Речной бассейн реки — (Верхняя) Волга до Куйбышевского водохранилища (без бассейна Оки).
Код объекта в государственном водном реестре — 08010300112110000012434.

### Притоки
(указано расстояние от устья)
- 0,4 км: река Сентега (пр)
- 8,4 км: река Лыстога (пр)
- 16 км: река Кега (пр)
- 20 км: река Волженка (пр)
- Богданка (пр)
- Тотенка (пр)
- Плоскуша (пр)
- Оферовка (пр)
- река Медведевка (пр)
- река Мартыновка (лв)